# Littérature française du XXe siècle

La littérature française du XXe siècle s'inscrit dans un siècle tumultueux marqué par deux guerres mondiales, par l'expérience des totalitarismes fascistes et communistes et par une décolonisation difficile. La littérature verra aussi son statut évoluer sous l'effet des transformations technologiques comme l'apparition et le développement des éditions de poche ou la concurrence d'autres loisirs comme le cinéma, la télévision ou la pratique informatique. On assistera parallèlement à une dilution progressive des courants esthétiques et intellectuels après l'époque du surréalisme, de l'existentialisme et du Nouveau Roman.

## Contexte

### L'esprit de liberté du début du siècle
Le XXe siècle commence dans un esprit de liberté qu'évoque l'atmosphère des années 1900 : les artistes novateurs sont nombreux dans le domaine de la peinture avec le fauvisme et le cubisme qui ouvre le chemin à l'abstraction ou dans le domaine de la musique avec, en France, Erik Satie (1866-1925), Maurice Ravel (1875-1937) et plus tard Pierre Boulez (1925-2016). C'est aussi le moment où s'installe l'art du cinéma avec Méliès (qui ne deviendra parlant qu'à partir de 1927) et où la modernité s'impose aussi dans le domaine littéraire. La littérature française du XXe siècle va à l'évidence être traversée par les coups et contrecoups de l'Histoire que nous allons rappeler à grands traits.

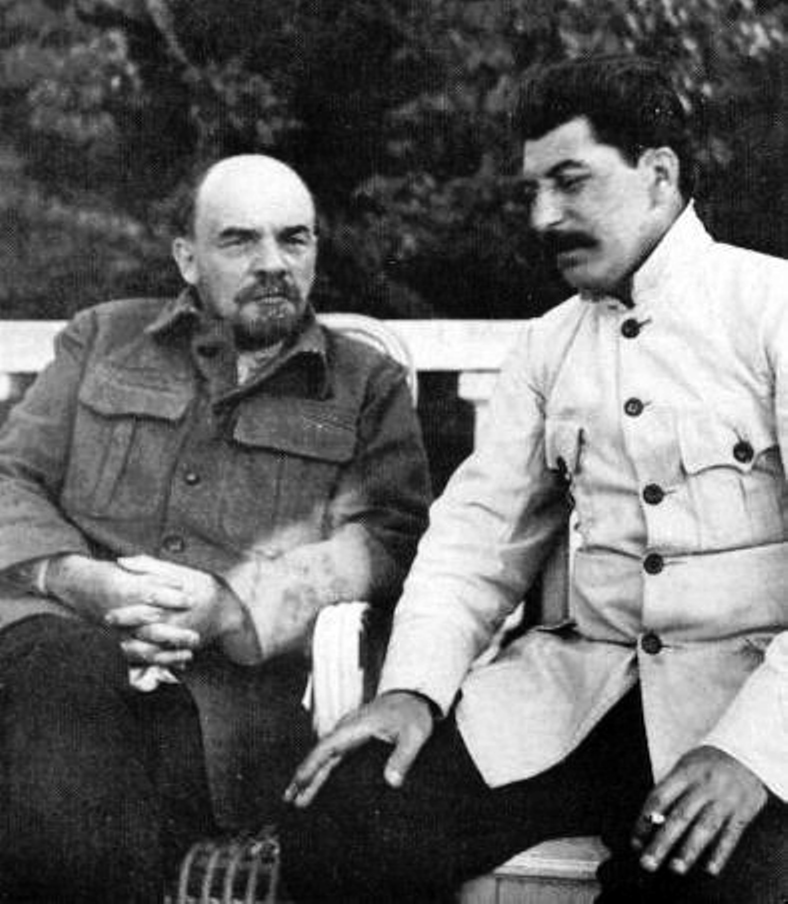
Lénine et Staline

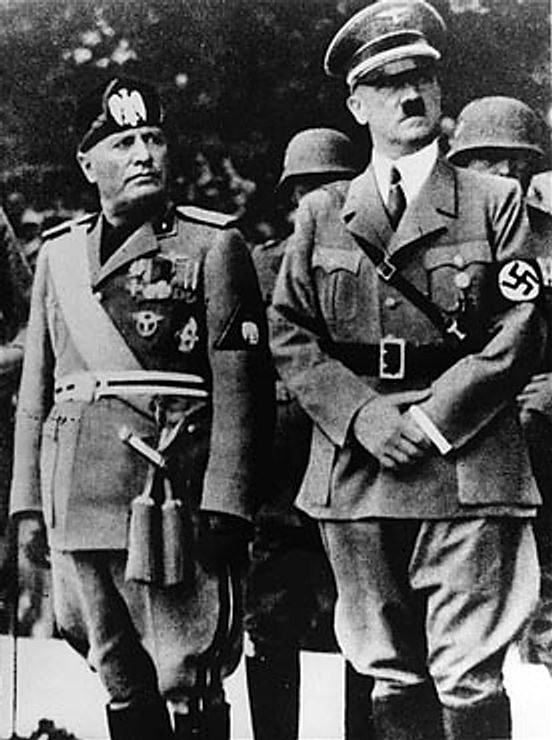
Mussolini et Hitler

### D'une guerre mondiale à l'autre
Les antagonismes nationaux en Europe conduisent rapidement à la saignée de la guerre de 14-18 d'où sortiront le communisme soviétique avec Lénine puis Staline et les fascismes mussolinien puis nazi. L'après-guerre est en effet un temps de tensions internationales et sociales avec des crises économiques graves (1929) et des choix politiques déterminants, c'est ainsi que le Front populaire en France est perçu comme une victoire sur la droite conservatrice et ses avancées sociales (congés payés…) sont saluées par les classes populaires. Très vite, le second conflit mondial se préfigure avec la guerre d'Espagne (1936 - 1939), où les partis progressistes et l'URSS luttent contre le coup d'État réactionnaire de Franco et les soutiens que lui apportent Benito Mussolini et Adolf Hitler. La défaite des Républicains espagnols apparaît comme le prologue de la défaite de la France en 1940 face à l'Allemagne nazie qui, ayant conquis l'Europe, entreprend bientôt une extermination raciale des « sous-hommes », et au premier chef, des Juifs. La Shoah reste comme la marque absolue de l'abomination nazie et révèle en même temps toutes les compromissions et toutes les collaborations des individus et des pouvoirs en Europe comme l'illustre le pétainisme en France. Mais l'Occupation allemande fait naître des mouvements de Résistance qui ont aussi l'ambition de transformer la France, ce qu'entreprend le gouvernement du général de Gaulle à la Libération avec des nationalisations économiques et une politique sociale (Sécurité sociale…).

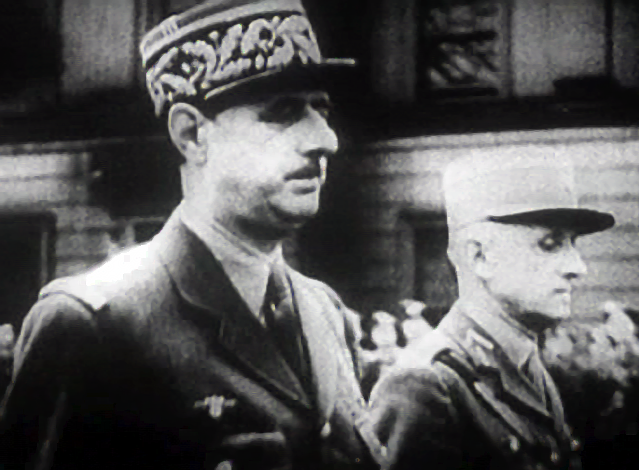
De Gaulle

Les alliés Anglais, Américains et Russes l'ont emporté sur Hitler et sur son allié japonais à la fin d'un conflit terrifiant par ses destructions et ses morts (plus de 50 millions), mais très vite les grandes puissances victorieuses, lancées dans la course aux armements atomiques, entrent dans une « guerre froide » où s'affrontent l'URSS qui contrôle les États de l'Europe de l’Est et les États-Unis qui s'investissent du rôle de défenseur de l'Occident et de la liberté. Cet affrontement trouvera son terme dans la dernière décennie du siècle qui verra la chute du communisme dont la face totalitaire et l'échec économique étaient devenu patents.

### La seconde moitié du siècle

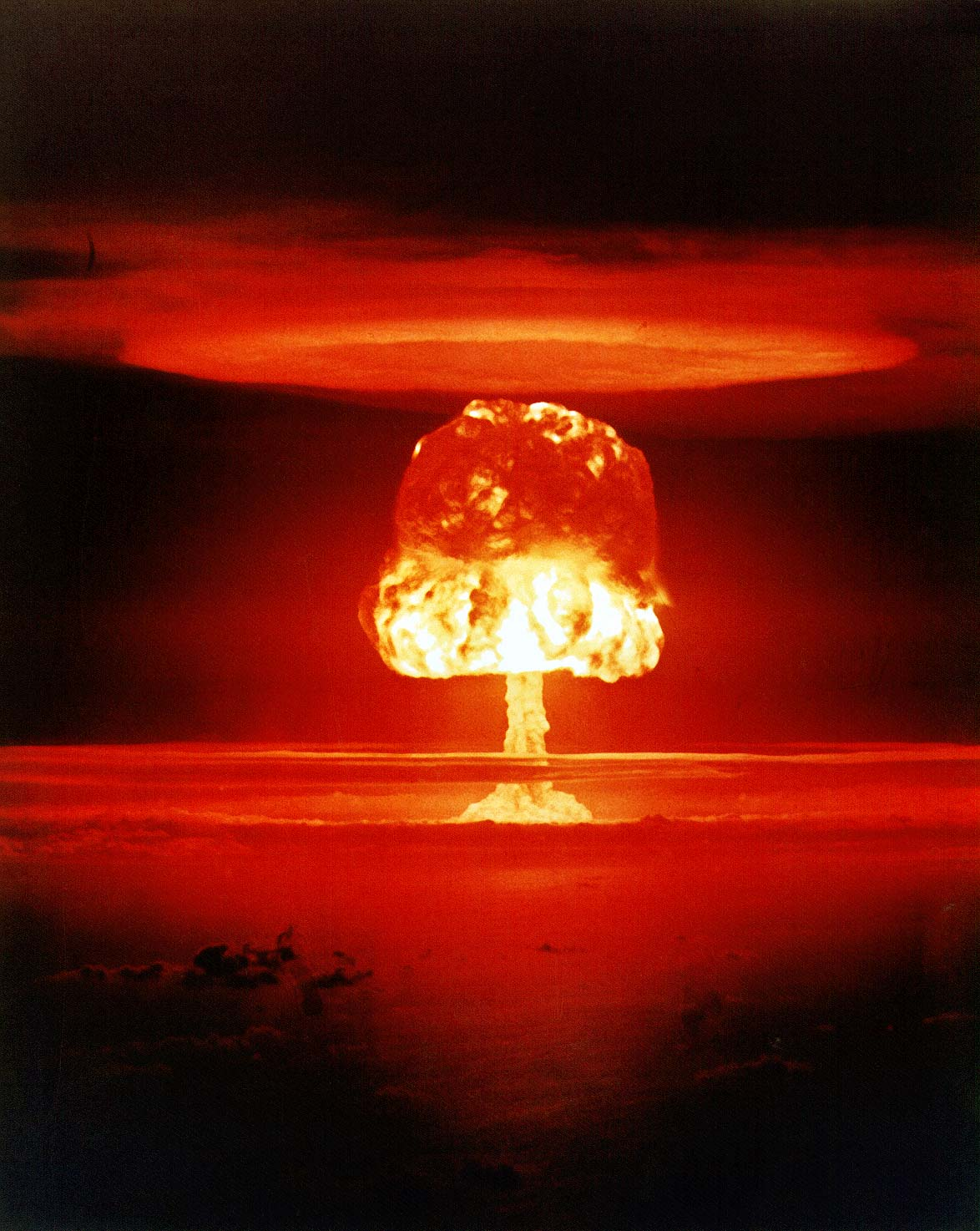
Bombe atomique

La seconde moitié du siècle est également marquée par la décolonisation et la France après les guerres d'Indochine ou d'Algérie cherche une redéfinition de son avenir dans une Europe en construction. Cependant la diffusion mondiale de la langue française a abouti à une éclosion d'œuvres littéraires hors du territoire national, en Afrique en particulier, que l'on nomme communément « littérature francophone ».
Par ailleurs, le XXe siècle montre également une accélération rapide des avancées scientifiques et technologiques qui vont participer à la richesse des pays occidentaux où s'étend l'influence américaine. La diffusion des œuvres imprimées est devenue très importante (livre de poche – phénomène des « best-sellers ») avec une féminisation du lectorat qu'accompagne une féminisation du monde des écrivains. Par ailleurs, le livre entre de plus en plus en concurrence avec le cinéma, la radio et le disque puis la télévision et la bande dessinée, et aujourd'hui les loisirs informatiques : les révolutions technologiques du XXe siècle modifient les mentalités du monde entier que certains voient s'uniformiser avec des succès planétaires comme ceux de Harry Potter et du Da Vinci Code. La France est elle aussi dans ce monde de concurrence économique de plus en plus accentuée et « américanisée » où l'on rêve de société de jeunesse, de loisirs et de consommation en s'interrogeant sur son ou ses identité(s), en évoquant la rébellion juvénile de 1968.

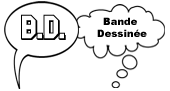

Le combat féministe avec Simone de Beauvoir comme figure de proue a également participé à la transformation des mentalités tout comme l'engagement pour les causes « humanitaires » qui remplacent partiellement les causes politiques, l'individualisation de la société étant une autre marque du temps avec en parallèle un affaiblissement de la notion d'école artistique et de mouvement littéraire.
Pour avoir un panorama littéraire du siècle précédent on se reportera à la littérature française du XIXe siècle.

## Panorama de la littérature française duXXesiècle
Le XXe siècle est marqué par une remise en question progressive des genres littéraires : si la narration devient le genre de plus en plus dominant avec un roman polymorphe, les frontières avec l'autobiographie se troublent avec la mode de « l'autofiction » des années 1980-2000, tout comme la poésie tend à se confondre avec la chanson en même temps que l'œuvre de théâtre est remplacée par des mises en scène à partir de textes non spécifiques où le metteur en scène l'emporte sur l'auteur dramatique.
Par ailleurs la seconde moitié du siècle est particulièrement marquée par les expériences de « littérature de laboratoire » et le jeu intellectuel (nouveau roman – littérature potentielle), mais aussi par le poids d'une littérature commerciale en forte concurrence avec les traductions de l'américain (collections sentimentales – romans policiers – romans de science-fiction – chansons…) que retient peu l'histoire littéraire.
Rappelons en outre que le manque de recul rend évidemment difficiles les catégorisations et les échelles de valeur pour les créateurs contemporains. Il est de plus illusoire de chercher l'exhaustivité et des choix ont été faits au bénéfice de la plus grande notoriété des auteurs.

### La poésie duXXesiècle
La poésie française du XXe siècle est à la fois héritière et novatrice dans ses thèmes comme dans sa forme avec une nette prédilection pour le vers libre, mais elle semble en déclin ou du moins déplacée dans le domaine plus incertain de la chanson.

#### Les débuts du siècle: symbolisme, décadentisme, poésie spirituelle

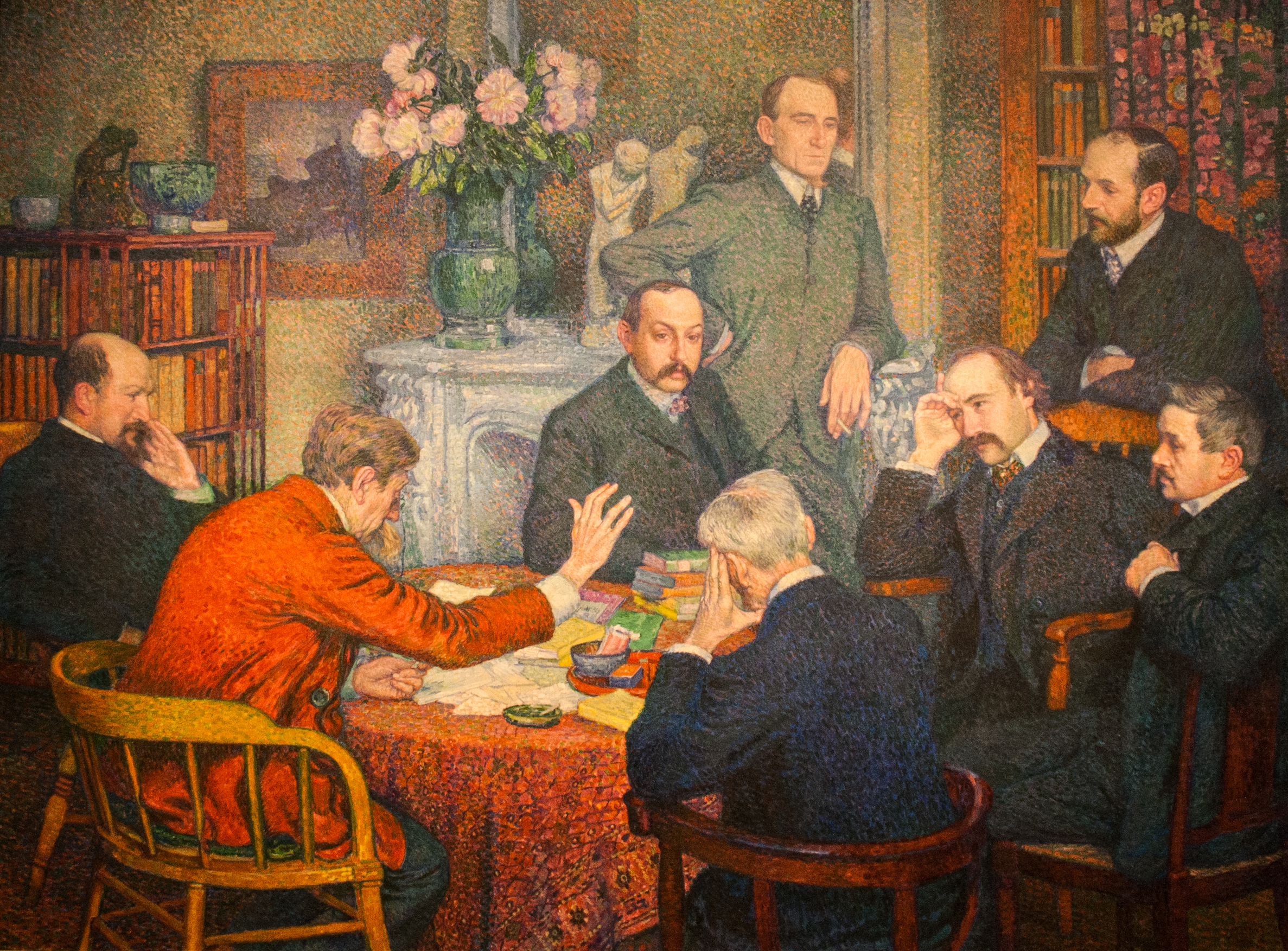
Émile Verhaeren

Les débuts du siècle montrent une grande diversité avec les héritages du siècle précédent, qu'il s'agisse de la continuité du mouvement symboliste et décadentiste avec Sully Prudhomme, Saint-Pol-Roux, Anna de Noailles et certains aspects d’Apollinaire, de la lignée de la cérébralité et du travail formel mallarméen avec Paul Valéry (Charmes, 1922), ou encore de la libération des thèmes nouveaux comme l'humilité du quotidien avec Francis Jammes (Les Géorgiques chrétiennes, 1912) ou Paul Fort (Ballades françaises, 1922-1951) et l'ouverture au monde moderne avec Émile Verhaeren (Les villes tentaculaires, 1895 – Toute la Flandre, 1904-1911) .

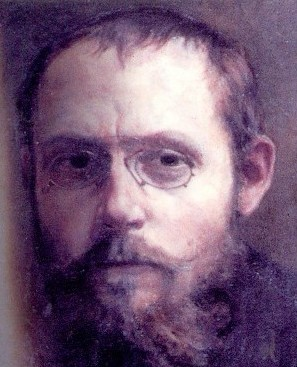
Charles Péguy

Dans les mêmes années, des voix singulières se font entendre avec ceux qu'on a appelé « les Poètes de Dieu » comme Charles Péguy avec son inspiration patriotique et religieuse et la force d'une poésie simple (Jeanne d’Arc, 1897 - Tapisserie d’Eve, 1913), ou Paul Claudel avec sa quête spirituelle exprimée à travers l'ampleur du verset (Cinq Grandes Odes, 1904 - 1908 - 1910) ou Marie Noël avec la primauté de l'Amour, les élans patriotiques ou le poids de l'existence (Les Chansons et les Heures 1922 - Les Chants de la Merci 1934)

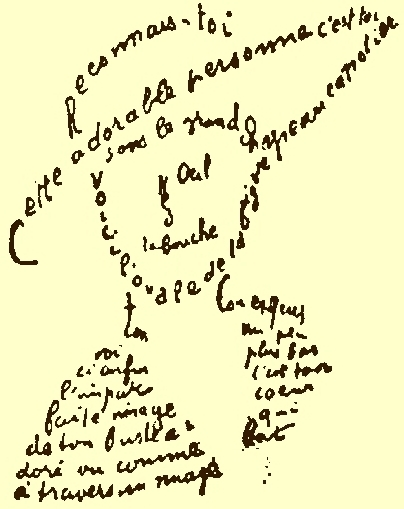
Calligramme

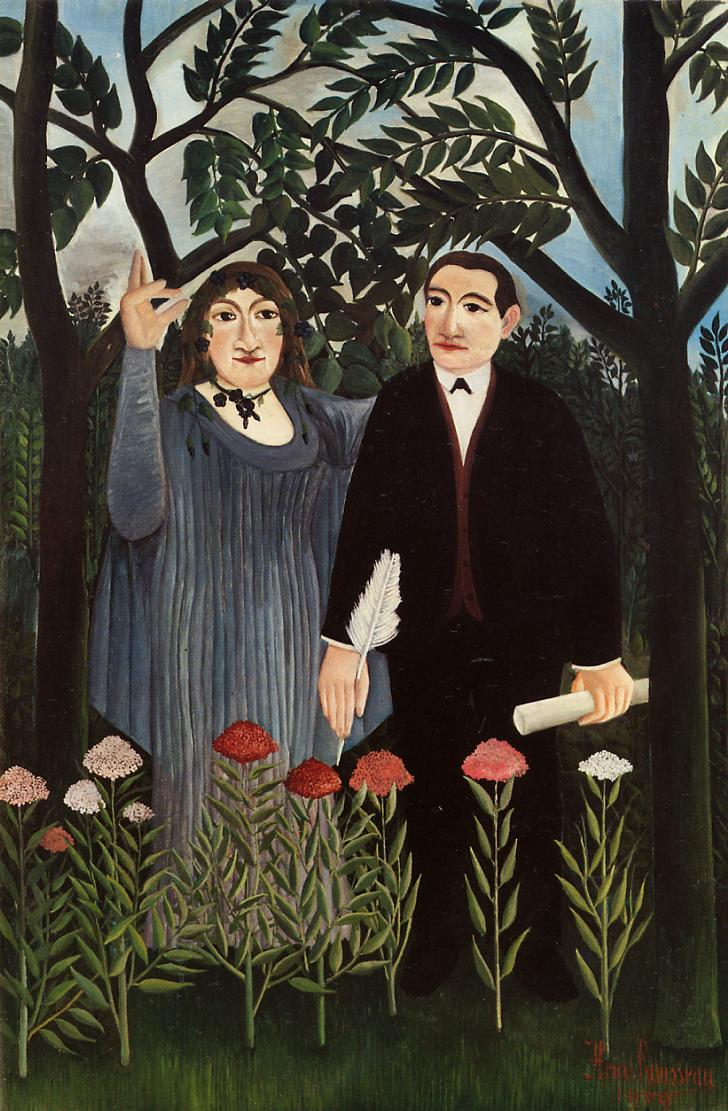
Apollinaire

#### De l'Esprit nouveau à la révolution surréaliste

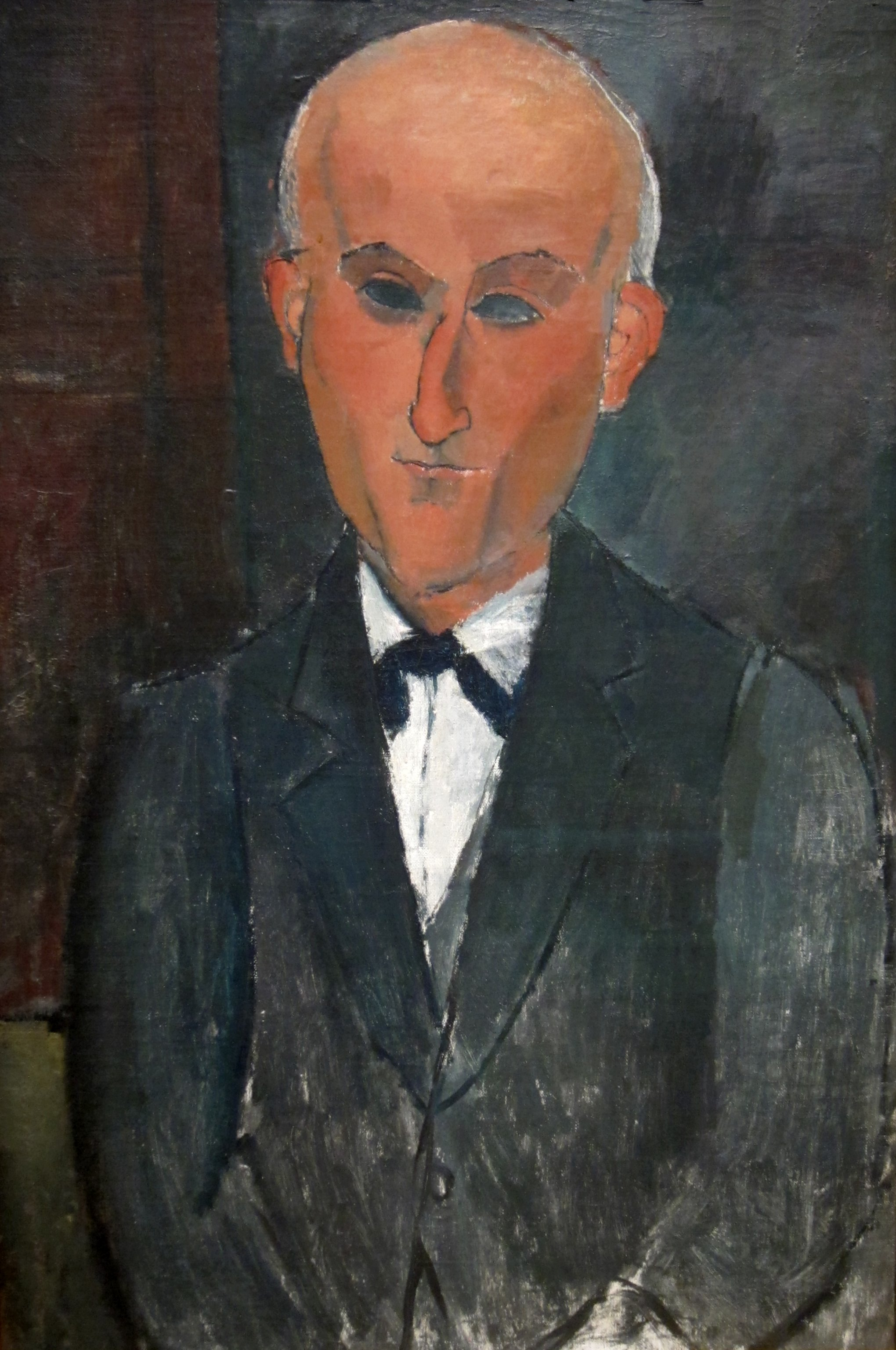
Max Jacob par Modigliani.

C'est aussi le temps des « découvreurs » comme Blaise Cendrars (Les Pâques à New York, 1912 - La Prose du Transsibérien, 1913), Guillaume Apollinaire (Alcools, 1913 - Calligrammes, 1918), Victor Segalen (Stèles, 1912), Max Jacob (Le Cornet à dés, 1917), Saint-John Perse (Éloges, 1911 ; Anabase, 1924, avec une œuvre prolongée dans la durée par exemple Amers en 1957) ou Pierre Reverdy (Plupart du temps, 1945, regroupement des poèmes de 1915-1922) qui explorent « l'Esprit nouveau » en recherchant la présence de la modernité et du quotidien (la rue, le voyage, la technique) et l'éclatement de la forme (disparition de la rime, de la ponctuation, du vers métré et audaces stylistiques exploitant l'expressivité des images, les ressources du rythme et des sonorités…).
Ils préfigurent des recherches plus systématisées comme celle du dadaïsme de Tristan Tzara et après lui du surréalisme qui confie à la poésie l'exploration de l'inconscient en utilisant des dérèglements rimbaldiens et en bousculant les « assis ». L'écriture automatique apparaît également dans un même objectif. Les poètes majeurs de cette mouvance surréaliste sont André Breton, le théoricien du mouvement avec le Manifeste du Surréalisme en 1924, Paul Éluard (Capitale de la douleur, 1926), Louis Aragon (Mouvement perpétuel, 1926), Robert Desnos (Corps et biens, 1930), Philippe Soupault (Les Champs magnétiques, 1920, en collaboration avec André Breton) ou Benjamin Péret (Le grand jeu, 1928), auxquels on peut associer des peintres comme Dali, Ernst, Magritte ou Miro.

#### Appropriations individuelles et dépassements du surréalisme
Des dissidences apparaissent assez vite dans le groupe en particulier à propos de l'adhésion au communisme, et les violences de l'Histoire comme l'Occupation de la France vont amener de nombreux poètes à renouveler leur inspiration en participant à la Résistance et à publier clandestinement des textes engagés. C'est le cas de Louis Aragon (Les Yeux d'Elsa, 1942 - La Diane Française, 1944), de Paul Éluard (Poésie et vérité, 1942 – Au rendez-vous allemand, 1944), de René Char (Feuillets d'Hypnos, 1946) ou de René-Guy Cadou (Pleine Poitrine, 1946) . Les poètes ne seront pas épargnés par l'extermination nazie : Robert Desnos mourra dans un camp allemand et Max Jacob dans le camp de Drancy.

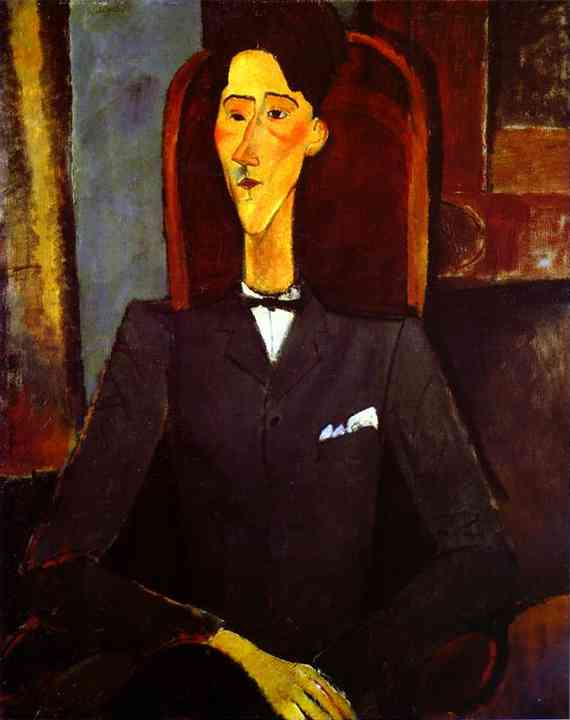
Jean Cocteau.

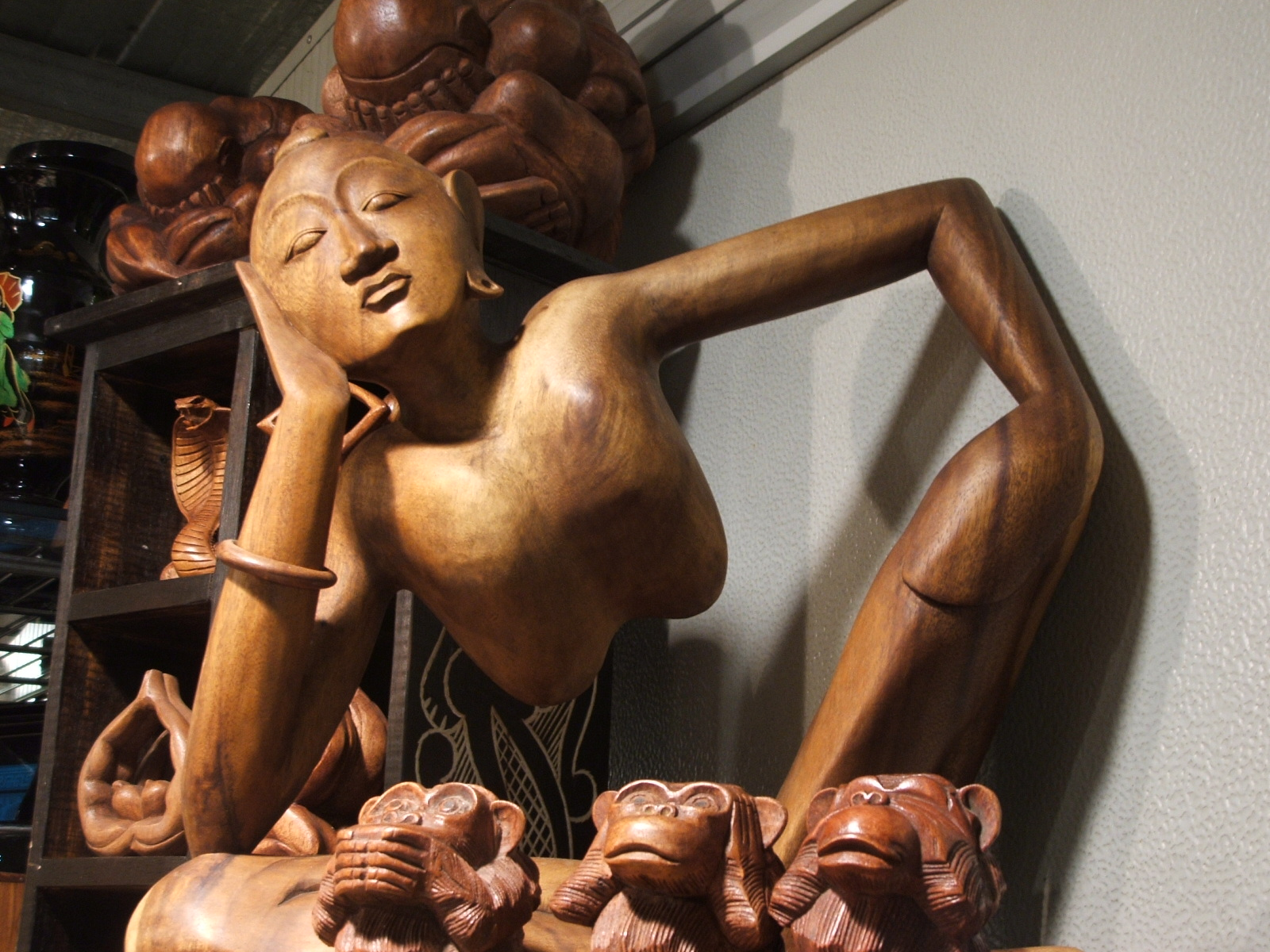
Culture extra-européenne.

Cependant, des individualités produiront des œuvres qui feront apparaître des approches différentes avec l'onirisme touche à tout de Jean Cocteau (Plain-Chant, 1923), les recherches d'expressivité d'Henri Michaux (Ailleurs, 1948), le jeu verbal repris par Jacques Prévert, poète du quotidien et des opprimés (Paroles, 1946-1949) ou par Francis Ponge (Le parti-pris des choses, 1942) à la recherche d'une poésie en prose descriptive. Tous traduisent des émotions et des sensations dans la célébration du monde avec Jules Supervielle (Oublieuse mémoire, 1948) ou Yves Bonnefoy (Pierre écrite, 1965), célébration renouvelée par des voix venues d'ailleurs comme celle d'Aimé Césaire, l'Antillais (Cahier d'un retour au pays natal, 1939 – 1960), de Léopold Sédar Senghor (Chants d’ombre, 1945) ou de Birago Diop (Leurres et lueurs, 1960) qui chantent l'Afrique.

#### Poésie et chanson
La diffusion de plus en plus massive des disques va fortement participer à un genre nouveau, la poésie chantée qu'illustrent dans les années 1950-1970 Boris Vian, Léo Ferré, Georges Brassens, Jacques Brel et Jean Ferrat. L'importance de leurs successeurs est bien délicate à établir, avec des auditoires très variables et des effets de modes comme le folk song, le rap ou le slam…

#### La poésie contemporaine
Après guerre, le surréalisme s'essouffle en tant que mouvement, même s'il influence fortement la production poétique de la seconde moitié du siècle. Les poètes qui apparaissent alors sur la scène poétique, tels Yves Bonnefoy, Jacques Dupin, Philippe Jaccottet, ou encore André du Bouchet, s'écartent des voies surréalistes pour privilégier une poésie en quête d'authenticité, davantage méfiante à l'égard des artifices langagiers et notamment de la métaphore.
Les années 1950 voient apparaître, dans la lignée du mouvement lettriste d'Isidore Isou, la poésie sonore (Henri Duchamp et la revue OU) et la poésie-action (Bernard Heidsieck). Ces poètes utilisent le magnétophone et le support du disque vinyle pour publier une poésie fondée sur l'oralité voire sur les sons.
Les années 1960 et 1970 voient également apparaître une poésie plus expérimentale. C'est ainsi que l'OuLiPo (avec notamment Raymond Queneau) se propose d'écrire en s'imposant des contraintes formelles pour stimuler la production poétique. C'est aussi la période où se développe le littéralisme, pratiqué notamment par Emmanuel Hocquard ou Anne-Marie Albiach et théorisé par Jean-Marie Gleize.
À la suite des poètes et écrivains beat américains apparaît, vers la fin des années 1960, un courant qualifié de « nouveau réalisme poétique » (Jacques Donguy, numéro de 1975 de la revue Poésie). Ce courant est représenté par des auteurs comme Claude Pélieu, Daniel Biga ou Alain Jégou.
Parallèlement, les années 1970 voient apparaître le courant des « poètes électriques », avec Michel Bulteau, Jacques Ferry, Matthieu Messagier. Le « manifeste électrique aux paupières de jupes » est publié par les éditions du Soleil Noir en 1971.
Les années 1980 sont marquées par un nouveau lyrisme, pratiqué par des poètes tels que Guy Goffette, Marie-Claire Bancquart, James Sacré ou encore Jean-Michel Maulpoix.

### Le théâtre duXXesiècle
Le genre du théâtre montre des évolutions repérables même si les distinctions ont tendance à se brouiller et si on assiste à la prééminence accentuée des metteurs en scène (Louis Jouvet, Jean Vilar, Roger Planchon, Patrice Chéreau…) qui met en partie en crise le texte de théâtre à la fin du siècle.

#### Persistance d'un théâtre populaire

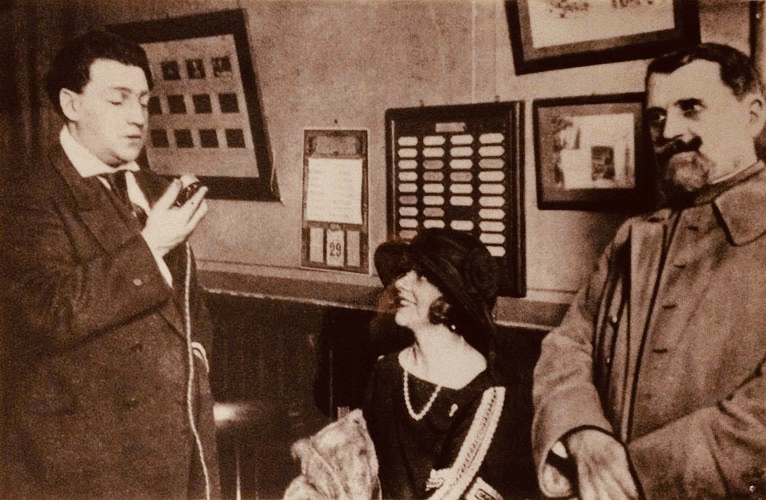
Sacha Guitry.

La persistance du théâtre de boulevard, populaire, amusant et satirique est assurée par Jules Romains (Knock, 1928), Marcel Pagnol (Marius, 1929 - Topaze, 1933) puis par Sacha Guitry (Désiré, 1927 – Quadrille, 1937), Marcel Achard (Jean de la Lune, 1929) - Patate, 1954), André Roussin (Les Œufs de l'autruche, 1948) et d'autres, jusqu'à Agnès Jaoui /Jean-Pierre Bacri (Cuisine et dépendances, 1989) ou Yasmina Reza (Art, 1994) aujourd'hui.
Une mention particulière doit être faite pour Jean Anouilh qui approfondit dans une œuvre abondante et variée une approche « moraliste » de l'humanité avec des sujets souriants et grinçants à la fois (Pièces roses) comme Le voyageur sans bagage (1937), L'Invitation au château (1947), Cher Antoine (1969), ou des sujets historiques, graves et tragiques, (pièces noires) comme Antigone (1944), L'Alouette (1952) ou encore Becket ou l'honneur de Dieu (1959) .

#### Le renouvellement du théâtre littéraire
La première moitié du XXe siècle est en même temps un moment de renouvellement du théâtre littéraire avec les compositions dramaturgiques totalisantes et foisonnantes de Paul Claudel marquées par la foi chrétienne, le lyrisme et l'évocation historique (Le Soulier de satin, écrit en 1929 mais monté en 1943, d'une durée de cinq heures) . Un peu plus tard, c'est par la reprise des mythes antiques que va s'exprimer le tragique de l'homme et de l'histoire perçu avec acuité dans la montée des périls de l'entre-deux-guerres et qu'illustrent Jean Cocteau (Orphée, 1926 - La Machine infernale, 1934), Jean Giraudoux (La Guerre de Troie n'aura pas lieu, 1935 ; Électre – 1937), Albert Camus (Caligula, écrit en 1939 mais créé en 1945) et Jean-Paul Sartre (Les Mouches, 1943) . On peut associer à cette approche certaines pièces d’Henry de Montherlant comme La Reine morte (1942) ou Le Maître de Santiago (1947), nourries d'une méditation sur l'Histoire.
Cette interrogation sur la marche du monde et l'influence de Brecht et de Pirandello vont déboucher sur des pièces plus engagées politiquement et se nourrissant de réflexion philosophique sur l'action, la révolution et la responsabilité individuelle ou sociale. En témoignent les œuvres d'Albert Camus (L'État de siège, 1948, Les Justes, 1949), de Jean-Paul Sartre (Les Mains sales, 1948) ou de Jean Genet (Les Bonnes, 1947) . L'existentialisme sartrien s'exprime aussi au théâtre comme avec Huis clos, en 1945.

#### Le «théâtre de l'absurde»
Le reflux de l'idéologie communiste et la complexité de la modernité vont trouver leur échos dans ce qu'on a appelé le « théâtre de l'absurde » qui, dans les années 1950, reflète la perte des repères et la défiance vis-à-vis du langage manipulateur. Les dramaturges, bien différents cependant les uns des autres et autonomes, représentent le vide, l'attente et, influencés par Antonin Artaud (Le Théâtre et son double, 1938), la vacuité du langage à travers des personnages dérisoires, à l'existence absurde et aux échanges vides. Ce mélange du tragique métaphysique et de l'humour dans la dérision et la déstructuration du langage et de la forme théâtrale (pas de scènes, actes très longs, didascalies abondantes) se retrouve chez Eugène Ionesco (La Cantatrice chauve, 1950 ; Les Chaises ; La Leçon, 1951) et plus encore chez Samuel Beckett (En attendant Godot, 1953 ; Fin de partie, 1957).

#### Le théâtre contemporain
Quelques noms d'aujourd'hui montrent que le texte de théâtre demeure vivant à côté des expériences dramaturgiques des metteurs en scène actuels : Jean-Claude Grumberg (L'Atelier, 1979), Bernard-Marie Koltès (Roberto Zucco, 1990), Jean-Luc Lagarce (Juste la fin du monde, 1990) ou Jean-Claude Brisville (Le Souper, 1989).

### Le roman duXXesiècle

#### Évolutions du roman littéraire

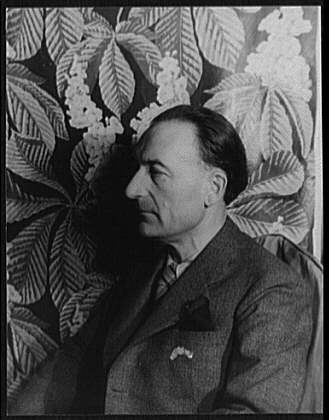
Jules Romains.

Ce genre très large voit la continuation du roman traditionnel mais aussi des innovations et des remises en cause comme celles du statut du narrateur, de la notion de personnage ou de l'intrigue, souvent éclatée et parfois rejetée. La présentation à grands traits du roman du XXe siècle (qu'il faudrait peut-être appeler « récit ») est évidemment une gageure mais on peut définir quelques lignes de force en suivant l'avancée du siècle.
Accompagnant la forme classique et les idées progressistes d'Anatole France (L'Île des pingouins, 1908), des romanciers écrivent de grands cycles romanesques constituant des fresques sociales et historiques marquent l'époque, que ce soit Les Thibault (1922-1929) de Roger Martin du Gard, Les Hommes de bonne volonté (1932-1946) de Jules Romains, la Chronique des Pasquier (1933-1945) de Georges Duhamel ou encore des œuvres plus complexes comme Les Chemins de la liberté de Jean-Paul Sartre (1945) et/ou Les Communistes (1949-1951) de Louis Aragon.

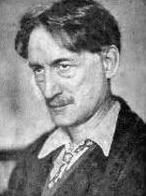
Henri Barbusse.
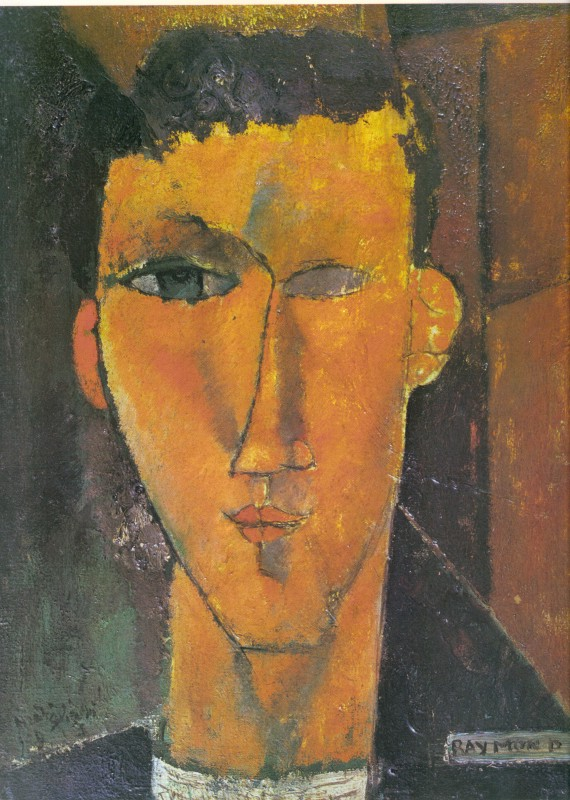
Raymond Radiguet.
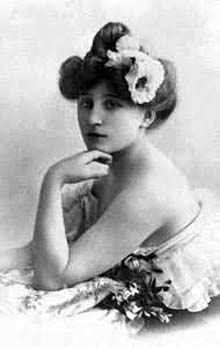
Colette.

Parallèlement le roman va se nourrir des différentes expériences de la vie de chacun en mettant au jour des itinéraires singuliers, que ce soit à travers la guerre avec Henri Barbusse (Le Feu, 1916) ou Roland Dorgelès (Les Croix de bois, 1919), l’adolescence avec Alain-Fournier (Le Grand Meaulnes, 1913), Romain Rolland (Jean-Christophe, 1903-1912) ou Raymond Radiguet (Le Diable au corps, 1923), la condition féminine avec Colette et la série des Claudine ou La Chatte (1933), la nature et le régionalisme avec Louis Pergaud (La Guerre des boutons, 1912), Jean Giono (Colline, 1928 - Regain, 1930), Henri Bosco (L'Âne Culotte, 1937) ou l’interrogation morale et métaphysique avec Georges Bernanos (Sous le soleil de Satan, 1926), François Mauriac (Thérèse Desqueyroux, (1927), Marcel Jouhandeau (La jeunesse de Théophile, 1921), Charles Plisnier ou Joseph Malègue (Augustin ou le Maître est là).

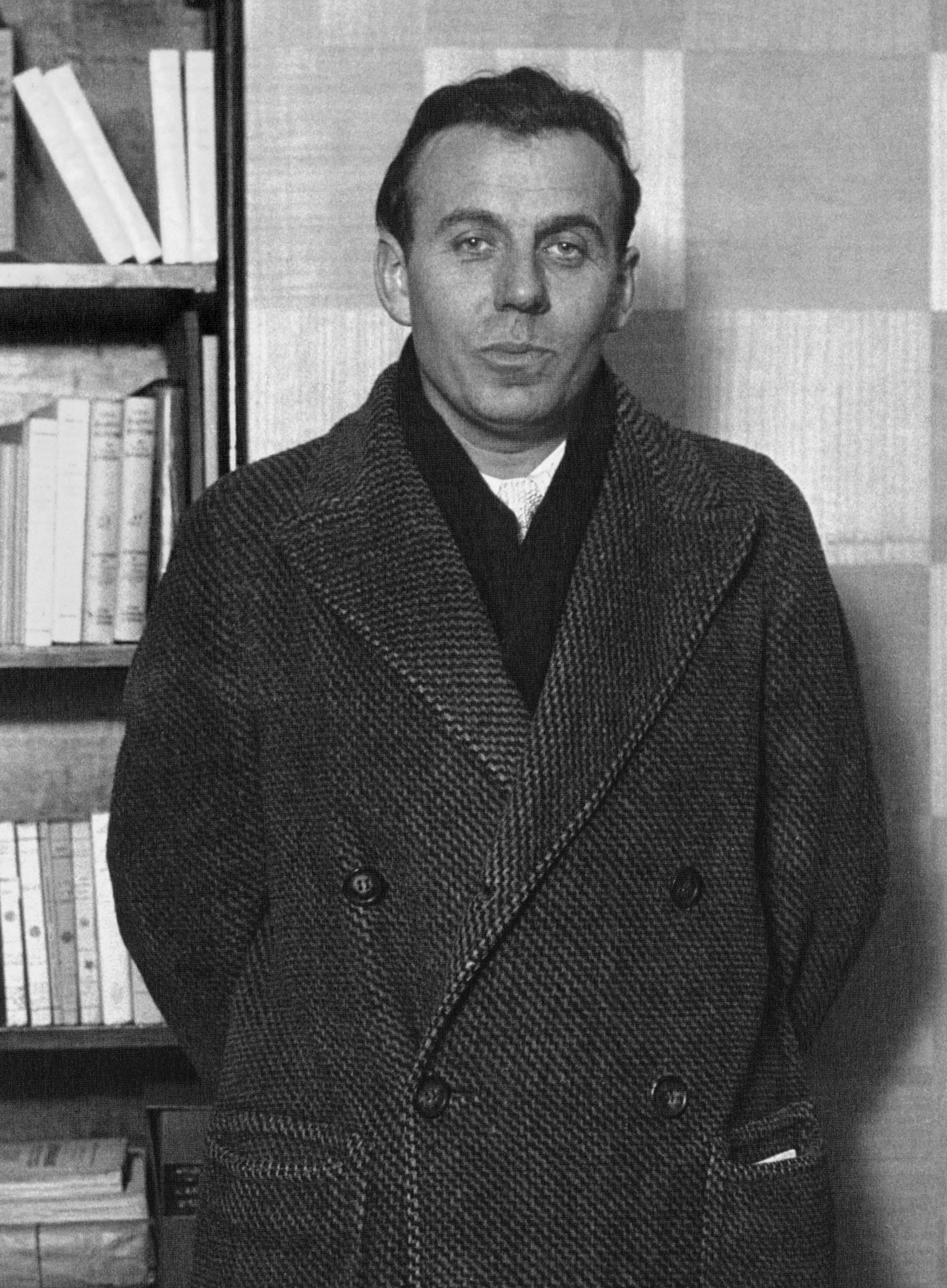
Louis-Ferdinand Céline

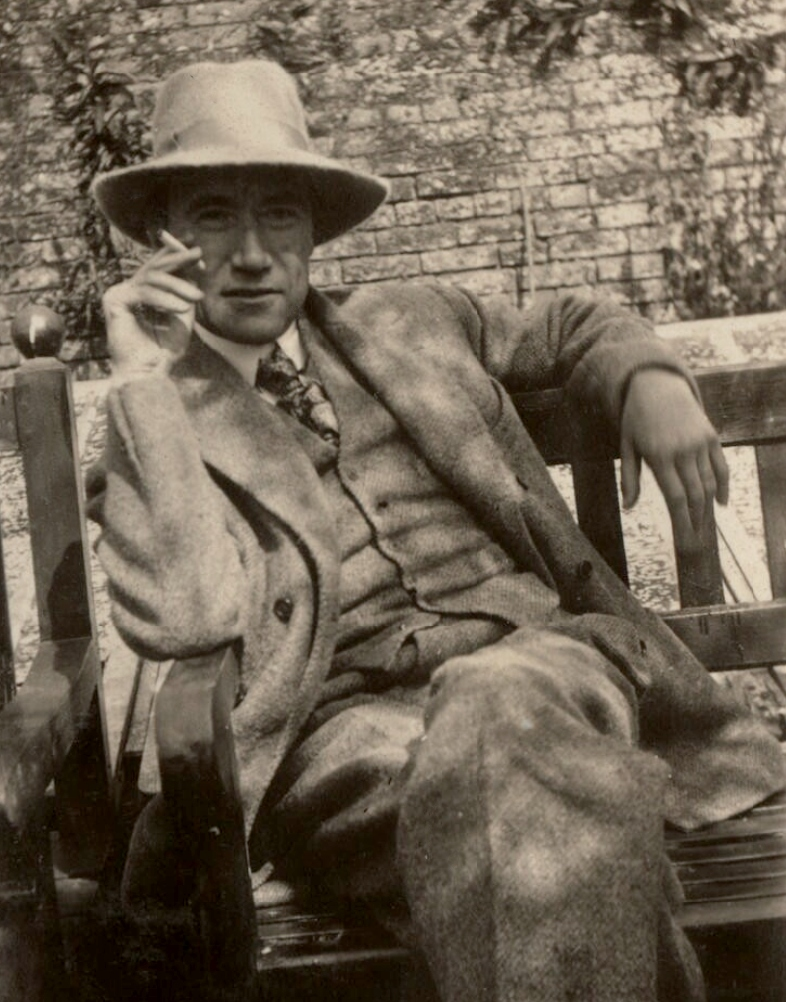
André Gide

Le roman d'approfondissement psychologique initié par Maurice Barrès ou Paul Bourget, va trouver deux maîtres avec Marcel Proust et son œuvre fondatrice sur la fonction du roman et le jeu de la mémoire (À la recherche du temps perdu, 1913-1927), et André Gide, également poète (Les Nourritures terrestres, 1895) et autobiographe (Si le grain ne meurt, 1920-1924) qui met en scène l'acte gratuit (Les caves du Vatican, 1914). Ce questionnement psychologique va déboucher à la génération suivante sur le sentiment de l'absurde avec le personnage de Meursault dans L'Étranger (1942) d'Albert Camus ou le Roquentin de La Nausée (1938) existentialiste de Jean-Paul Sartre.  Des auteurs moins prestigieux peuvent leur être associés comme Valery Larbaud (Fermina Márquez, 1911) ou Paul Morand (L'Homme pressé, 1940). Avec ses romans baroques et érotiques (Notre-Dame des Fleurs, 1943), Jean Genet fait pour sa part scandale en célébrant les mondes interlopes et l'homosexualité.
Le poids des événements historiques va aussi orienter certains romanciers vers l'engagement en exaltant les héros politiques et guerriers comme André Malraux dans La Condition humaine (1933) ou L'Espoir (1937), Antoine de Saint-Exupéry (auteur du conte mondialement célèbre Le Petit Prince, publié en 1943) dans Vol de nuit (1931) ou Terre des hommes (1939) ou Albert Camus dans La Peste (1947) . À l'opposé apparaît le type du antihéros à la manière du Bardamu de Louis-Ferdinand Céline balloté par les événements et confronté au non-sens du monde oppresseur des faibles sur tous les continents dans Voyage au bout de la nuit (1932).
Ces orientations thématiques particulières sont accompagnées d'un certain renouveau formel : Marcel Proust renouvelle la prose romanesque avec sa phrase-rosace et cultive l'ambiguïté quant à l'auteur/narrateur, Louis-Ferdinand Céline invente une langue oralisante et André Malraux applique le découpage cinématographique, retrouvée déjà dans Roger Martin du Gard (Jean Barois). Avec d'autres perspectives, André Breton (Nadja, 1928 et L'Amour fou, 1937) et après lui Raymond Queneau (Pierrot mon ami, 1942 – Zazie dans le métro, 1959), Boris Vian (L'écume des jours, 1947 - L'herbe rouge, 1950) et Julien Gracq (Le Rivage des Syrtes, 1951) introduisent une poétisation surréaliste. Pour sa part André Gide organise avec minutie une narration complexe en multipliant les points de vue dans Les Faux-monnayeurs en 1925, alors que plus tard Albert Camus joue, sous l'influence du roman américain, avec le monologue intérieur et le rejet de la focalisation omnisciente dans L’Étranger (1942). Dans les années 1930 Jean Giono s'appuie sur la force des métaphores créatrices dans Regain (1930) ou dans Le Chant du monde (1934) tandis que Francis Carco (L'homme traqué, 1922) et Marcel Aymé (La jument verte, 1933) ou plus tard Albert Simonin (Touchez pas au grisbi ! 1953) exploitent la verdeur des parlers populaires. Bien d'autres auteurs, plus méconnus, participent à ce renouveau comme René Daumal et ses approches pataphysiques, Luc Dietrich avec le roman quête de soi proche de l'autobiographie (L’Apprentissage de la ville, 1942) ou encore Vladimir Pozner qui fait exploser la narration et la fiction (Le Mors aux dents, 1937).
La recherche formelle devient systématique avec le courant que l'on a appelé « le nouveau roman », des années 1950 aux Éditions de Minuit : ces « romanciers de laboratoire » œuvrent à la disparition du narrateur, du personnage, de l’intrigue, de la chronologie au bénéfice de la subjectivité et du désordre de la vie, de la présence brute des choses avec surtout Alain Robbe-Grillet (Les Gommes, 1953), Michel Butor (La modification, 1957), Claude Simon (La route des Flandres, 1960) et Nathalie Sarraute (Le Planétarium, 1959) qui se différencient alors nettement des romanciers traditionnels comme Françoise Sagan (Bonjour tristesse, 1954), Hervé Bazin (Vipère au poing, 1948), Henri Troyat (La Lumière des justes, 1959/1963) ou Robert Sabatier (Les Allumettes suédoises, 1969) ou encore François Nourissier (Allemande, 1973) .
À côté de ces romans « expérimentaux », les années 1960-1980 offrent des auteurs de grande réputation avec des personnalités littéraires affirmées et des œuvres originales et fortes. Par exemple Marguerite Yourcenar (Mémoires d'Hadrien, 1951 - L'Œuvre au noir, 1968), Marguerite Duras, parfois rattachée à la mouvance du nouveau roman, (Moderato cantabile, 1958 - L'amant, 1984), Albert Cohen (Belle du seigneur, 1968), Michel Tournier (Vendredi ou les limbes du Pacifique, 1967 - Le Roi des aulnes, 1970) ou JMG Le Clézio (Le procès-verbal, 1963 - Désert, 1980) .

#### Le roman populaire (policier, historique, science-fiction, fantastique...)

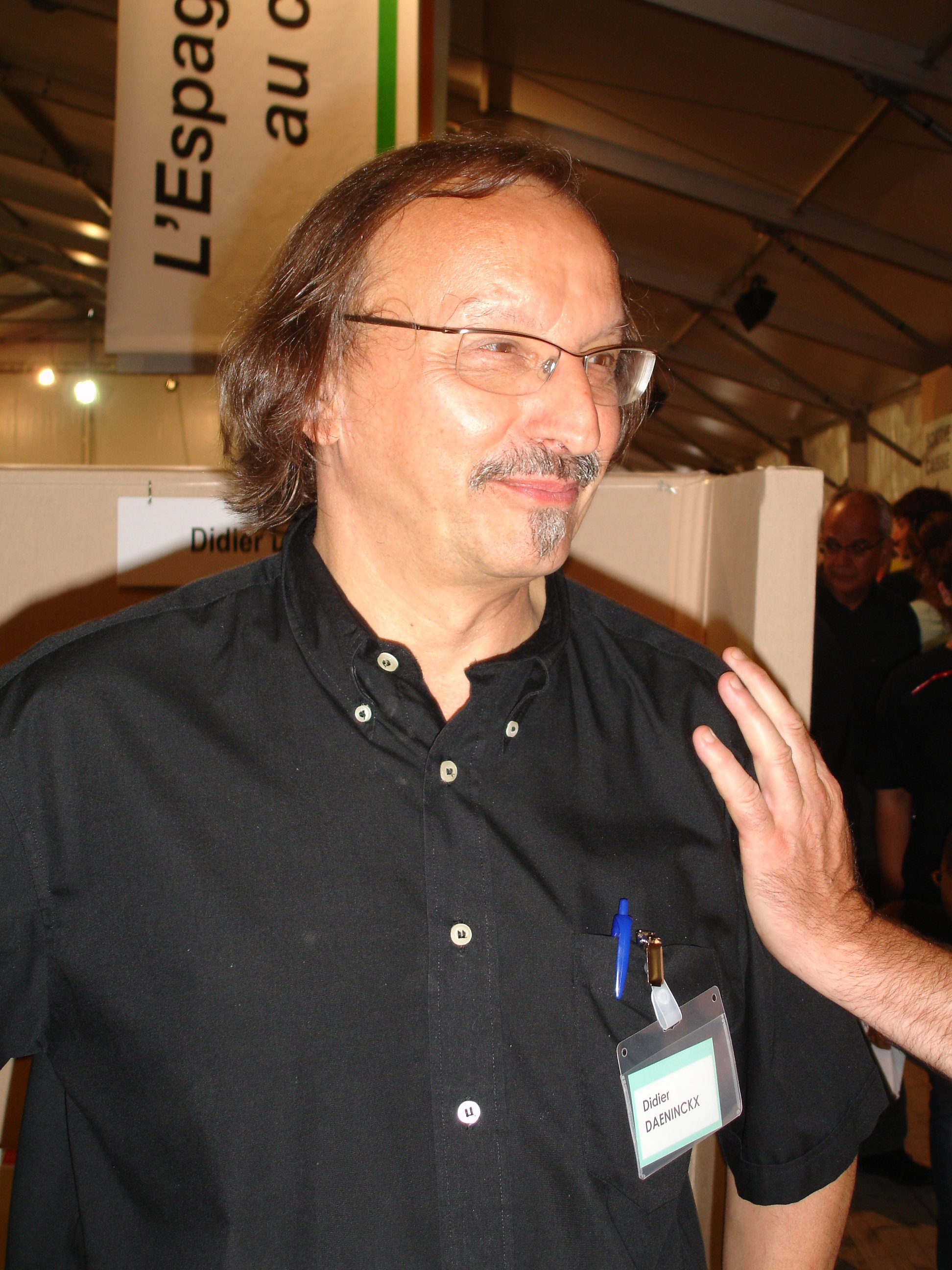
Didier Daeninckx.

Le siècle est également riche de la profusion des formes populaires issues du XIXe siècle comme le roman policier peu à peu influencé par le roman noir américain avec Georges Simenon, (Le Chien jaune, 1932), Boileau-Narcejac (Celle qui n'était plus, 1952), Léo Malet (Nestor Burma et le monstre, 1946), Jean Vautrin (Canicule, 1982), Jean-Patrick Manchette ("Le Petit bleu de la côte Ouest" 1976), Didier Daeninckx (La mort n’oublie personne, 1989), Philippe Djian (Bleu comme l'enfer, 1983), Jean-Christophe Grangé (Les Rivières pourpres, 1998)…
Le roman historique se multiplie avec Maurice Druon (Les Rois maudits, 1955-1977), Gilles Lapouge (La bataille de Wagram, 1987), Robert Merle (Fortune de France, 1977) ou Françoise Chandernagor (La Chambre, 2002) . Abondent aussi les récits de voyage et d'aventure (Henry de Monfreid - Les Secrets de la mer Rouge, 1932) et les romans d'action et d'exotisme avec Jean Lartéguy (Les Centurions, 1963), Jean Hougron (La Nuit indochinoise, 1950/1958) ou encore Louis Gardel (Fort-Saganne, 1980) . La science-fiction et le fantastique produisent également un nombre très important d'œuvres avec René Barjavel (La Nuit des temps, 1968), Michel Jeury (Le Temps incertain, 1973), Bernard Werber (Les Fourmis, 1991)... qui ont cependant une certaine difficulté à concurrencer les œuvres traduites.

#### L'écriture de soi
La veine égotiste est, elle aussi, très productive avec des formes plus ou moins innovantes d'autobiographie dont Marcel Pagnol (La Gloire de mon père, 1957), Marcel Jouhandeau (Essai sur moi-même, 1947), Simone de Beauvoir (Mémoires d'une jeune fille rangée, 1958), Jean-Paul Sartre (Les mots, 1964), Julien Green (Terre lointaine, 1966), Bernard Teyssèdre (Foi de fol, 1968), Nathalie Sarraute (Enfance, 1983), Georges Perec (W ou le souvenir d'enfance, 1975), Marguerite Yourcenar (Archives du Nord, 1977) ou Hervé Guibert (À l'ami qui ne m'a pas sauvé la vie, 1990) et l'écriture de soi s'associe au roman dans le genre polyforme de l'autofiction avec Patrick Modiano (Rue des Boutiques obscures, 1978), France Huser (La maison du désir, 1982), Annie Ernaux (La Place, 1983), Jean Rouaud (Les Champs d'honneur, 1990), Christine Angot (Sujet Angot, 1998)…

#### Le travail acharné de la langue
Une autre veine illustre la fin du XXe siècle, qui se traduit par le travail acharné de la langue. Pierre Michon, Yves Charnet et Pascal Quignard illustrent ce courant où l'exigence d'une écriture riche et d'un sens fort domine.

#### Quelques auteurs récents
Michel Houellebecq, Marie NDiaye et Virginie Despentes (Baise-moi, King-Kong Théorie Vernon subutex) comptent parmi les auteurs français reconnus qui émergent à la fin du XXe siècle.

## Bilan
La littérature française du XXe siècle présente de nombreuses facettes et de grands écrivains qui ont été souvent couronnés par le prix Nobel de littérature.
Le poids international de la littérature française s'amenuise et les traductions en langues étrangères semblent également marquer le pas, par exemple 2 % de livres français traduits aux Pays-Bas contre 23 % pour les textes anglais et trente fois moins de traductions françaises au Japon aujourd'hui qu'il y a trente ans.

#### Listes
- Liste des mouvements littéraires
- Liste d'écrivains de langue française par ordre chronologique, Liste d'écrivains de langue française par ordre alphabétique
- Liste de poètes de langue française, Liste chronologique de poètes
- Dramaturges par ordre chronologique, Dramaturges par ordre alphabétique
- Liste de philosophes par année de naissance, Liste des écoles philosophiques

#### Catégories
- Dramaturges français du XXe siècle, Dramaturges françaises du XXe siècle
- Essayistes français du XXe siècle, Essayistes françaises du XXe siècle
- Nouvellistes français du XXe siècle, Nouvellistes françaises du XXe siècle
- Poètes français du XXe siècle, Poétesses françaises du XXe siècle
- Romanciers français du XXe siècle, Romancières françaises du XXe siècle
- Épistoliers du XXe siècle, Épistolières du XXe siècle
- Auteurs (H/F) français de littérature d'enfance et de jeunesse
- Catégorie:Liste d'écrivains, Catégorie:Écrivain français, Catégorie:Écrivain français par genre, Catégorie:Écrivain français par siècle
- Catégorie:Liste en rapport avec la littérature,  Catégorie:Liste d'œuvres littéraires
- Catégorie:Chronologie de la littérature
- XXe siècle au théâtre, Pièces de théâtre du XXe siècle